# بارش شهابی اتا شاه‌تخته‌ای
بارش شهابی اتا شاه‌تخته‌ای یک بارش شهابی است که هرساله در حول‌وحوش روز چهاردهم ژانویه شروع می‌شود و تا حدود روز بیست و هفتم همان ماه ادامه دارد. نورباران این بارش شهابی در نزدیکی ستارهٔ متغیر مشهور اتا شاه‌تخته قرار دارد.